# Isla San Luis Gonzaga
Isla San Luis Gonzaga är en ö i Mexiko.   Den ligger i delstaten Baja California, i den nordvästra delen av landet, 1 900 km nordväst om huvudstaden Mexico City. Arean är 1,7 kvadratkilometer.
Terrängen på Isla San Luis Gonzaga är lite kuperad. Öns högsta punkt är 147 meter över havet. Den sträcker sig 1,9 kilometer i nord-sydlig riktning, och 2,8 kilometer i öst-västlig riktning.  Trakten runt Isla San Luis Gonzaga är ofruktbar med lite eller ingen växtlighet.